# Susan Hockey
Susan Hockey (* 1946 in Halifax (West Yorkshire), England) ist eine britische Computerlinguistin und Hochschullehrerin. Sie ist emeritierte Professorin für Bibliotheks- und Informationswissenschaft am University College London. Sie entwickelte einige der ersten bildschirmbasierten Schriftarten und ist Co-Autorin des Oxford Concordance Program.

## Leben und Werk
Hockey wurde als Susan Petty geboren und besuchte die Princess Mary High School in Halifax. Sie studierte Orientalische Studien mit Schwerpunkt Ägyptische Sprache mit Akkadisch an der Lady Margaret Hall der Oxford University, wo sie 1969 den Bachelor of Arts und 1975 den Master of Arts erwarb.
Sie war von 1969 bis 1975 als Assistant Research Officer im Atlas Computer Laboratory in Chilton in Oxfordshire tätig. Dort entwickelte sie Software zur Anzeige von nicht standardmäßigen Zeichen und entwickelte und testete das Design der COCOA Version 2. Von 1975 bis 1991 war sie bei der Oxford University Computing Services tätig, wo sie von 1989 bis 1991 Direktorin für Computers in Teaching Initiative Centre for Textual Studies und von 1990 bis 1991 Direktorin des Office for Humanities Communication war. Anschließend war sie bis 1997 Direktorin am Center for Electronic Texts in the Humanities (CETH) an der Rutgers University und der Princeton University. Von 1997 bis 1999 war sie Professorin und Direktorin des Canadian Institute for Research Computing in Arts an der University of Alberta in Edmonton. 2000 wechselte sie als Professorin für Bibliotheks- und Informationswissenschaften an das University College London und war ab 2001 dort Direktorin der School of Library, Archive and Information Studies an der UCL. Sie ging 2004 in den Ruhestand.
Hockey ist Autorin von drei Büchern und über siebzig Artikeln zu Textanalyse und dem Oxford Concordance Program. Sie hielt Gastvorträge in den USA, Kanada, Australien und europäischen Ländern. Sie ist Gründungsmitglied mehrerer bedeutender Verbände mit Bezug zu den digitalen Geisteswissenschaften, wie 1973 der Association for Literary and Linguistic Computing (ALLC) und 1978 der Association for Computers and the Humanities (ACH). Von 1979 bis 1983 war sie Herausgeberin des Association for Literary und Linguistic Computing (ALLC) Bulletin und war Mitherausgeberin von fünf Bänden der Reihe Research in Humanities Computing für Oxford. Von 1984 bis 1997 war sie Vorsitzende der Association for Literary and Linguistic Computing (ALLC) und von 1987 bis 1999 Mitglied des Lenkungsausschusses der Text Encoding Initiative (TEI).

## Ehrungen
2004 wurde Hockey mit dem Roberto Busa-Preis der Alliance of Digital Humanities Organizations in Anerkennung herausragender Lebensleistungen bei der Anwendung von Informations- und Kommunikationstechnologien in der geisteswissenschaftlichen Forschung ausgezeichnet.
Die jährliche öffentliche Vortragsreihe Susan Hockey Lecture in Digital Humanities am University College London ist nach Susan Hockey benannt.

## Veröffentlichungen (Auswahl)
- A Guide to Computer Applications in the Humanities. Duckworth, 1980, ISBN 978-0-7156-1315-3.
- SNOBOL Programming for the Humanities. Oxford University Press, 1986, ISBN 978-0-19-824675-6.
- Electronic Texts in the Humanities: Principles and Practice. Oxford University Press, 2000, ISBN 978-0-19-871194-0.
- The History of Humanities Computing. In: Susan Schreibman, Ray Siemens: A Companion to Digital Humanities. Blackwell Publishing Ltd, 2004.
- An Agenda for Electronic Text Technology in the Humanities. Classical World, 91, 1998, S. 521–542.
- Input and Output of Non-standard Character Sets. ALLC Bulletin, 1.2, 1973, S. 32–37.